# Johann Georg Hagen
Johann (John) Georg Hagen (Bregenz, Austria, 6 de marzo de 1847 - Roma, Italia, 5 de septiembre de 1930) fue un sacerdote jesuita y astrónomo austriaco. Naturalizado ciudadano estadounidense, fue llamado a Roma por el Papa Pío X en 1906 para ser el primer director del nuevo Observatorio Vaticano.

## Semblanza
Johann Georg Hagen nació en Bregenz, Austria, hijo de un profesor de escuela. Ingresó en la Compañía de Jesús en Gorheim, Alemania, en 1863, formándose en la Universidad Jesuita Stella Matutina de Feldkirch, Austria; y estudiando matemáticas y astronomía en la Universidad de Bonn y en la Universidad de Münster. Fue voluntario del servicio de ambulancias en la Guerra franco-prusiana, contrayendo la fiebre tifoidea.
El 4 de julio de 1872, Otto von Bismarck, canciller de Alemania, expulsó a los jesuitas del Imperio alemán. Johann partió hacia Inglaterra, donde finalmente se ordenó sacerdote. En junio de 1880 abandonó Inglaterra con dirección a los Estados Unidos. Allí comenzó a enseñar en la Universidad del Sagrado Corazón en Prairie du Chien, Wisconsin, donde cultivó su interés por la astronomía y construyó un pequeño observatorio para hacer observaciones astronómicas. Estando en Wisconsin se naturalizó ciudadano estadounidense.
Fue nombrado director del Observatorio Universitario de Georgetown en 1888, donde continuó sus investigaciones y publicó numerosos artículos y textos. En matemáticas, la identidad de Rothe-Hagen, que apareció incluida en su obra en tres volúmenes titulada "Synopsis of Higher Mathematics" (Sinopsis de Matemática Superior) (1891), conmemora su nombre.
En 1906, John fue reclamado por el Papa Pío X para dirigir el Observatorio Vaticano en Roma.  Murió en Roma en 1930.

## Publicaciones
- G. A. Fargis: The photochronograph, and its applications to star transits. Georgetown, D. C.: Georgetown College Observatory. 1891.[1]
- Synopsis der höheren Mathematik. 4 vols. Berlin: F. L. Dames.Vol. 1: Arithmetische und algebraische Analyse. 1891.Vol. 2: Geometrie der algebraischen Gebilde. 1894.Vol. 3: Differential- und Integralrechnung. 1905.Vol. 4: Differentialgeometrie der Ebene und des Raumes. 1930.
- Index operum Leonardi Euleri. Berlin: F. L. Dames. 1896.[2]
- «On the history of the extensions of the calculus». Bull. Amer. Math. Soc. 6 (9): 381-390. 1900. doi:10.1090/s0002-9904-1900-00733-6.
- La rotation de la terre, ses preuves mécaniques anciennes et nouvelles. Rome: Tipografia Vaticana. 1911.

## Eponimia
- El cráter Hagen, situado en la cara oculta de la Luna, lleva este nombre en su memoria.